# Aloe longistyla
Aloe longistyla é uma espécie de liliopsida do gênero Aloe, pertencente à família Asphodelaceae.